# Cajazeiras (gemeente)
Cajazeiras is een gemeente in de Braziliaanse deelstaat Paraíba. De gemeente telt 62.187  inwoners (schatting 2017).

## Aangrenzende gemeenten

Cajazeiras en de omliggende gemeenten

De gemeente grenst aan Bom Jesus, Cachoeira dos Índios, Nazarezinho, Santa Helena, São João do Rio do Peixe, São José de Piranhas en Barro (CE).